# Berlin–Cottbus–Berlin 1955
Berlin–Cottbus–Berlin 1955 war die 37. Austragung des traditionsreichen Straßenradrennens Berlin–Cottbus–Berlin von Berlin in den Spreewald, nach Cottbus und zurück nach Berlin. Ausgetragen wurde das Rennen für die Fahrer der drei Leistungsklassen der DDR über 270 Kilometer. Nur 47 Radrennfahrer stellten sich dem Starter.

## Rennverlauf
Die 29 Starter der Leistungsklasse II, erhielten eine Vorgabe von sechs Minuten. Bereits nach 50 Kilometern wurden die Fahrer mit Vorgabe eingeholt. Vom Start an herrschten extrem schlechte Wetterbedingunge. Kälte, Regen, Schnee, Hagel und teils starker Wind erschwerten die Aktiven das Rennen. Die Spurtprämie in Cottbus am Wendepunkt gewann Trefflich aus einer Dreiergruppe. Nach 160 gefahrenen Kilometern hatten Trefflich, Töpfer und Reichmann einen Vorsprung von knapp fünf Minuten. Nach 230 Kilometern brach die Spitzengruppe auseinander, Töpfer baute seinen Vorsprung alleine aus. Am Ziel am Senefelder Platz hat er einen Vorsprung von rund vier Minuten nach einer 60 Kilometer währenden Alleinfahrt. Fünf Fahrer spurteten um den zweiten Platz, den Erich Schulz gewann.
|     | Fahrer       | Ort                       | Zeit (h) |
| --- | ------------ | ------------------------- | -------- |
| 01. | Rolf Töpfer  | SC Rotation Leipzig       | 8:24:30  |
| 02. | Erich Schulz | BSG Post Berlin           | 8:28:26  |
| 03. | Paul Dinter  | BSG Motor Wildau          | 8:33:28  |
| 04. | Reichmann    | SC Wismut Karl-Marx-Stadt | 8:33:28  |
| 05. | Werner Weber | SC WismutKarl-Marx-Stadt  | 8:33:28  |
| 06. | Horst Kappel | SC Einheit Berlin         | 8:44:20  |
| 0 … |              |                           |          |